# Jacques Michel Lainé
Pour les articles homonymes, voir Lainé.
Jacques Michel Lainé, né le 25 septembre 1755 à Lauroux (province du Languedoc), mort le 28 mars 1805 à Nantes (Loire-Inférieure), est un militaire français de la Révolution et de l’Empire.

## États de service
Il entre en service le 6 novembre 1771, comme soldat dans l’infanterie de marine à la division de Brest, et il fait la campagne sur mer du 21 décembre 1772 au 7 septembre 1773, sur la corvette « le Salomon ». Caporal le 1er juin 1776, sergent le 4 janvier 1777, il embarque le 24 février 1779, sur la corvette « le Rossignol », pour exercer la fonction de capitaine d’armes jusqu’au 19 mars 1780.
Le 1er avril 1782, il passe fourrier, et sergent-major le 1er juillet suivant. Il exerce encore les fonctions de capitaine d’armes sur le vaisseau « l’Amphion » jusqu’au 24 novembre 1784. Congédié le 7 novembre 1787, il reprend du service le 12 mai 1792, comme soldat dans le 2e bataillon de volontaires de la Charente-inférieure.
Incorporé à la 109e demi-brigade d’infanterie, il reçoit son brevet de capitaine le 13 mai 1792, et celui de chef de bataillon le 17 du même mois. Il fait toutes les campagnes de l’an II à l’an IX aux armées du Rhin et d’Helvétie. Il se distingue le 21 août 1793, dans la forêt de Leval, où avec 4 compagnies et 2 pièces de canon, il chasse un corps d’émigrés qui s’est embusqué. En novembre 1793, étant en tirailleur avec son bataillon, il met en déroute l’ennemi posté entre Kilstett et La Wantzenau, près de Strasbourg, et les poursuit l’épée dans les reins jusqu’à la tombé de la nuit. 
Le 18 septembre 1794, il reçoit l’ordre d’attaquer l’ennemi dans le village d’Alsborn, mais il trouve une force très supérieure, qui tente de l’envelopper. Le feu s’engage très vivement, et il se défend pendant longtemps, avec la plus grande intrépidité, mais se voyant débordé par la cavalerie ennemie, il est obligé de battre en retraite. Ralliant la 12e demi-brigade d’infanterie, qui se trouvait sans officiers supérieurs, il continue le combat et réussi à se débarrasser de l’ennemi, qui le harcelait depuis plusieurs heures. 
Il est nommé chef de brigade le 11 février 1800 à la 37e demi-brigade, et il déploie, à la tête de ce corps, autant de talents que de bravoure à la bataille de Stockach le 3 mai 1800, et au combat de Memmingen. Le 7 juin 1800, il prend le commandement du 109e régiment d’infanterie de ligne, et le 9 novembre 1800 il exécute le passage de l’Inn, en présence d’un corps nombreux d’émigrés, qu’il culbute et oblige à une retraite précipitée.
De retour en France, il tient garnison à Metz, en l’an X et en l’an XI. Le 5 octobre 1803, il passe colonel au 12e régiment d’infanterie légère, et il est fait chevalier de la Légion d’honneur le 11 décembre 1803, puis officier de l’ordre le 14 juin 1804.
En garnison à Nantes, il meurt le 28 mars 1805, d’une longue et douloureuse maladie.

## Sources
- A. Lievyns, Jean Maurice Verdot, Pierre Bégat, Fastes de la Légion-d'honneur, biographie de tous les décorés accompagnée de l'histoire législative et réglementaire de l'ordre, Tome 3, Bureau de l’administration, 1844, 529 p. (lire en ligne), p. 245.
- Léon Hennet, Etat militaire de France pour l’année 1793, Siège de la société, Paris, 1903, p. 322.
- Joseph Lavallée, Annales nécrologiques de la légion d'honneur, ou notices sur la vie, les actions d’éclat…, décédés depuis l’origine de cette institution, F.Buisson, Paris, 1807, p. 188.